# Noel Pedregosa

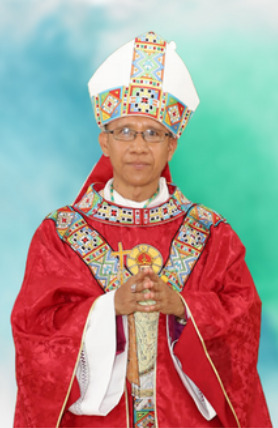
Noel Pedregosa, 2022

Noel Portal Pedregosa (* 18. Oktober 1964 in Bialong, M’lang, North Cotabato) ist ein philippinischer Geistlicher und römisch-katholischer Bischof von Malaybalay.

## Leben
Noel Pedregosa studierte nach dem Abschluss der High School Philosophie am St. Isidro College in Malaybalay und Theologie am St. John Vianney Theological Seminary in Cagayan de Oro. Nach weiteren Studien an der Loyola School of Theology der Ateneo de Manila University erwarb er das Lizenziat in biblischer Theologie. Am 11. September 1991 empfing er das Sakrament der Priesterweihe für das Bistum Malaybalay.
Nach Aufgaben in der Pfarrseelsorge war er von 2001 bis 2004 am St. John Vianney Theological Seminary in der Priesterausbildung tätig. Anschließend war er bis 2012 Rektor des St. John XXIII College Seminary in Malaybalay. Von 2012 bis 2017 war er Pfarrer in Manolo Fortich. 2017 wurde er zum Rektor der Kathedrale und zum Generalvikar des Bistums ernannt. Seit Juli 2020 war er Diözesanadministrator des Bistums Malaybalay.
Am 29. Juni 2021 ernannte ihn Papst Franziskus zum Bischof von Malaybalay. Sein Amtsvorgänger José Araneta Cabantan, Erzbischof von Cagayan de Oro, spendete ihm am 14. September desselben Jahres die Bischofsweihe. Mitkonsekratoren waren der Erzbischof von Cotabato, Angelito R. Lampon OMI, und der Bischof von Tandag, Raul Dael.